# 和泉市立槇尾中学校
和泉市立槇尾中学校（いずみしりつ まきおちゅうがっこう）は、かつて大阪府和泉市にあった公立中学校。

## 概要
市内を南北に流れる槇尾川上流域の横山谷に位置し、旧横山村および旧南横山村を校区としていた。生徒数は1977年（昭和52年）の508名をピークに減少を続け、2024年（令和6年）5月1日現在では107名となり、市内の中学校の中では最も少ない人数であった。

## 沿革

### 略歴
1947年（昭和22年）、教育基本法の施行に伴い、横山地区に横山中学校および南横山中学校が開校した。1964年には両校が統合され、和泉市立第三中学校が設置された。当初は、従来の校舎を分教場として使用していた。

### 小中一貫校への再編
地域における人口減少とそれに伴う生徒数の減少を背景に、学校の数や配置を見直す取り組みが検討され、その一環として施設一体型小中一貫校の導入が進められた。これにより、和泉市立横山小学校および和泉市立南横山小学校と統合されることとなり、2025年3月をもって閉校、創立から61年にわたる歴史に幕を下ろした。なお、生徒は新設される和泉市立槇尾学園に通学することとなった。

### 跡地利用
新しい学校の校舎や体育館は、既存の敷地を拡張して建設され、閉校までに新施設の使用開始と旧校舎の解体が行われた。

### 年表
- 1964年（昭和39年）04月 - 和泉市立第三中学校として開校。
- 1965年（昭和40年）09月 - 和泉市立槇尾中学校に改称。現在地に校舎完成、統合移転。
- 1970年（昭和45年）08月 - 大阪府教育委員会・和泉市教育委員会より、生徒指導の研究校に指定される。
- 2024年（令和06年）08月 - 新校舎使用開始[6]。
- 2024年（令和06年）09月 - 旧校舎解体開始[7]。
- 2025年（令和07年）03月 - 閉校[8]。
- 2025年（令和07年）04月 - 和泉市立槇尾学園が開校。

※出典が個別に示されていない記述は、学校公式サイト内の「沿革」ページに基づく。

## 教育方針

### 教育目標
『槇尾』の心を大切に「生きる力」を育む「開かれた学校」

### めざす生徒像
- 学び続ける人
- 認め合いつながる人
- 自ら行動できる人

## 通学区域
- 和泉市立横山小学校、和泉市立南横山小学校の通学区域[10]。
  - 福瀬町、善正町、南面利町、岡町、九鬼町、槇尾山町、北田中町、小野田町、下宮町、仏並町、坪井町、大野町、父鬼町。

## 交通
最寄りバス停は、和泉市路線維持バス（父鬼ルート）「槇尾学園前」。
- 和泉中央駅バスターミナル9番乗り場から槇尾山口行き、または父鬼行きに乗車。
- 槇尾学園前バス停下車すぐ。

## 関係者

### 出身者
- 辻茜 - ミュージカル俳優
- 谷口鮪 - KANA-BOON ボーカル
- 檜原洋平 - お笑い芸人（ママタルト）